# Tyler, the Creator/Diskografie
Diese Diskografie ist eine Übersicht über die musikalischen Werke des US-amerikanischen Rappers und Produzenten Tyler, the Creator. Den Schallplattenauszeichnungen zufolge hat er bisher mehr als 85,6 Millionen Tonträger verkauft, davon alleine in seiner Heimat über 73 Millionen. Seine erfolgreichste Veröffentlichung ist das Lied See You Again mit über 8,5 Millionen verkauften Einheiten.

## Alben

### Studioalben
| Jahr | Titel Musiklabel                                | Höchstplatzierung, Gesamtwochen, AuszeichnungChartplatzierungen (Jahr, Titel, Musiklabel, Platzierungen, Wochen, Auszeichnungen, Anmerkungen) | Höchstplatzierung, Gesamtwochen, AuszeichnungChartplatzierungen (Jahr, Titel, Musiklabel, Platzierungen, Wochen, Auszeichnungen, Anmerkungen) | Höchstplatzierung, Gesamtwochen, AuszeichnungChartplatzierungen (Jahr, Titel, Musiklabel, Platzierungen, Wochen, Auszeichnungen, Anmerkungen) | Höchstplatzierung, Gesamtwochen, AuszeichnungChartplatzierungen (Jahr, Titel, Musiklabel, Platzierungen, Wochen, Auszeichnungen, Anmerkungen) | Höchstplatzierung, Gesamtwochen, AuszeichnungChartplatzierungen (Jahr, Titel, Musiklabel, Platzierungen, Wochen, Auszeichnungen, Anmerkungen) | Höchstplatzierung, Gesamtwochen, AuszeichnungChartplatzierungen (Jahr, Titel, Musiklabel, Platzierungen, Wochen, Auszeichnungen, Anmerkungen) | Anmerkungen                                                             |
| Jahr | Titel Musiklabel                                | DE | AT | CH | UK | US | R&B | Anmerkungen                                                             |
| ---- | ----------------------------------------------- | --- | --- | --- | --- | --- | --- | ----------------------------------------------------------------------- |
| 2011 | Goblin XL Recordings (XL)                       | DE97 (1 Wo.)DE | — | — | UK21 Silber · (2 Wo.)UK | US5 Platin · (14 Wo.)US | R&B1 (75 Wo.)R&B | Erstveröffentlichung: 6. Mai 2011 Verkäufe: + 1.107.500                 |
| 2013 | Wolf Odd Future (Sony)                          | DE99 a (1 Wo.)DE | — | — | UK17 Silber · (2 Wo.)UK | US3 Platin · (12 Wo.)US | R&B2 (31 Wo.)R&B | Erstveröffentlichung: 2. April 2013 Verkäufe: + 1.060.000               |
| 2015 | Cherry Bomb Odd Future (Sony)                   | — | — | — | UK16 (1 Wo.)UK | US4 Gold · (5 Wo.)US | R&B1 (11 Wo.)R&B | Erstveröffentlichung: 13. April 2015 Verkäufe: + 500.000                |
| 2017 | Flower Boy Columbia Records (Sony)              | DE66 (1 Wo.)DE | AT57 (1 Wo.)AT | CH40 (2 Wo.)CH | UK9 Gold · (5 Wo.)UK | US2 ×2Doppelplatin · (243 Wo.)US | R&B1 (… Wo.)R&B | Erstveröffentlichung: 21. Juli 2017 Verkäufe: + 2.465.000               |
| 2019 | Igor Columbia Records (Sony)                    | DE29 (4 Wo.)DE | AT7 (9 Wo.)AT | CH14 (23 Wo.)CH | UK4 Platin · (20 Wo.)UK | US1 ×2Doppelplatin · (… Wo.)US | R&B1 (… Wo.)R&B | Erstveröffentlichung: 17. Mai 2019 Verkäufe: + 2.803.500; Grammy (Rap)  |
| 2021 | Call Me If You Get Lost Columbia Records (Sony) | DE10 (6 Wo.)DE | AT6 (4 Wo.)AT | CH4 (5 Wo.)CH | UK4 Gold · (10 Wo.)UK | US1 Platin · (145 Wo.)US | R&B1 (… Wo.)R&B | Erstveröffentlichung: 25. Juni 2021 Verkäufe: + 1.235.000; Grammy (Rap) |
| 2024 | Chromakopia Columbia Records (Sony)             | DE4 (7 Wo.)DE | AT3 (6 Wo.)AT | CH1 (19 Wo.)CH | UK1 Gold · (19 Wo.)UK | US1 Platin · (… Wo.)US | R&B1 (… Wo.)R&B | Erstveröffentlichung: 28. Oktober 2024 Verkäufe: + 1.197.500            |
| 2025 | Don’t Tap the Glass Columbia Records (Sony)     | DE4 (… Wo.)DE | AT4 (… Wo.)AT | CH1 (… Wo.)CH | UK2 (… Wo.)UK | US1 (… Wo.)US | R&B1 (… Wo.)R&B | Erstveröffentlichung: 21. Juli 2025                                     |

### Livealben
- 2013: Live at Splash!

### Mixtapes
- 2009: Bastard

## Singles

### Als Leadmusiker
| Jahr | Titel Album                                                                | Höchstplatzierung, Gesamtwochen, AuszeichnungChartplatzierungen (Jahr, Titel, Album, Platzierungen, Wochen, Auszeichnungen, Anmerkungen) | Höchstplatzierung, Gesamtwochen, AuszeichnungChartplatzierungen (Jahr, Titel, Album, Platzierungen, Wochen, Auszeichnungen, Anmerkungen) | Höchstplatzierung, Gesamtwochen, AuszeichnungChartplatzierungen (Jahr, Titel, Album, Platzierungen, Wochen, Auszeichnungen, Anmerkungen) | Höchstplatzierung, Gesamtwochen, AuszeichnungChartplatzierungen (Jahr, Titel, Album, Platzierungen, Wochen, Auszeichnungen, Anmerkungen) | Höchstplatzierung, Gesamtwochen, AuszeichnungChartplatzierungen (Jahr, Titel, Album, Platzierungen, Wochen, Auszeichnungen, Anmerkungen) | Höchstplatzierung, Gesamtwochen, AuszeichnungChartplatzierungen (Jahr, Titel, Album, Platzierungen, Wochen, Auszeichnungen, Anmerkungen) | Anmerkungen                                                                                                |
| Jahr | Titel Album                                                                | DE | AT | CH | UK | US | R&B | Anmerkungen                                                                                                |
| --- | -------------------------------------------------------------------------- | --- | --- | --- | --- | --- | --- | --- |
| 2010 | Fuck This Christmas –                                                      | — | — | — | — | — | — | Erstveröffentlichung: 22. Dezember 2010 mit Earl Sweatshirt und Hodgy Beats                                |
| 2011 | Sandwitches Goblin                                                         | — | — | — | — | — | — | Erstveröffentlichung: 14. Februar 2011 feat. Hodgy Beats                                                   |
| 2011 | Yonkers Goblin                                                             | — | — | — | UK— SilberUK | US— PlatinUS | — | Erstveröffentlichung: 15. Februar 2011 Verkäufe: + 1.310.000                                               |
| 2011 | French (Toro Y Moi Remix) –                                                | — | — | — | — | — | — | Erstveröffentlichung: 10. März 2011                                                                        |
| 2011 | She Goblin                                                                 | — | — | — | UK— GoldUK | US— ×4VierfachplatinUS | — | Erstveröffentlichung: 10. Mai 2011 Verkäufe: + 4.555.000; feat. Frank Ocean                                |
| 2013 | Domo23 Wolf                                                                | — | — | — | — | US— GoldUS | R&B37 (2 Wo.)R&B | Erstveröffentlichung: 14. Februar 2013 Verkäufe: + 500.000                                                 |
| 2013 | IFHY Wolf                                                                  | — | — | — | — | US— PlatinUS | R&B47 (1 Wo.)R&B | Erstveröffentlichung: 1. April 2013 Verkäufe: + 1.015.000; feat. Pharrell                                  |
| 2017 | Who Dat Boy Flower Boy                                                     | — | — | — | UK93 Silber · (2 Wo.)UK | US87 ×2Doppelplatin · (1 Wo.)US | R&B36 (2 Wo.)R&B | Erstveröffentlichung: 30. Juni 2017 Verkäufe: + 2.330.000 feat. ASAP Rocky                                 |
| 2017 | 911 / Mr. Lonely Flower Boy                                                | — | — | — | UK— SilberUK | US— ×2DoppelplatinUS | R&B47 (1 Wo.)R&B | Erstveröffentlichung: 30. Juni 2017 Verkäufe: + 2.335.000; feat. Frank Ocean & Steve Lacy                  |
| 2017 | Boredom Flower Boy                                                         | — | — | — | — | US— PlatinUS | — | Erstveröffentlichung: 24. Juli 2017 Verkäufe: + 1.100.000; feat. Anne Lotterud & Rex Orange County         |
| 2017 | I Ain’t Got Time! Flower Boy                                               | — | — | — | — | US— GoldUS | — | Erstveröffentlichung: 24. Juli 2017 Verkäufe: + 500.000                                                    |
| 2018 | Okra –                                                                     | — | — | — | — | US89 Gold · (1 Wo.)US | R&B42 (1 Wo.)R&B | Erstveröffentlichung: 30. März 2018 Verkäufe: + 540.000                                                    |
| 2018 | 435 –                                                                      | — | — | — | — | — | — | Erstveröffentlichung: 8. Juni 2018                                                                         |
| 2018 | Peach Fuzz –                                                               | — | — | — | — | — | — | Erstveröffentlichung: 21. September 2018                                                                   |
| 2018 | Potato Salad –                                                             | — | — | — | UK— SilberUK | US— PlatinUS | — | Erstveröffentlichung: 28. September 2018 Verkäufe: + 1.230.000; feat. ASAP Rocky                           |
| 2019 | Earfquake Igor                                                             | — | AT61 (2 Wo.)AT | CH42 (4 Wo.)CH | UK17 Platin · (7 Wo.)UK | US13 ×5Fünffachplatin · (15 Wo.)US | R&B5 (17 Wo.)R&B | Erstveröffentlichung: 4. Juni 2019 Verkäufe: + 6.470.000                                                   |
| 2020 | Best Interest –                                                            | — | — | — | UK— GoldUK | US— ×2DoppelplatinUS | — | Erstveröffentlichung: 25. Januar 2020 Verkäufe: + 2.540.000                                                |
| 2020 | Group B –                                                                  | — | — | — | — | — | — | Erstveröffentlichung: 25. Januar 2020                                                                      |
| 2021 | Tell Me How –                                                              | — | — | — | — | — | — | Erstveröffentlichung: 5. März 2021 Coca-Cola-Werbesong                                                     |
| 2021 | Lumberjack Call Me If You Get Lost                                         | — | — | — | UK48 (2 Wo.)UK | US45 Gold · (2 Wo.)US | R&B17 (2 Wo.)R&B | Erstveröffentlichung: 16. Juni 2021 Verkäufe: + 500.000                                                    |
| 2022 | Lost and Found Freestyle 2019 –                                            | — | — | — | — | — | R&B40 (1 Wo.)R&B | Erstveröffentlichung: 25. März 2022 mit ASAP Rocky & Nigol                                                 |
| 2023 | Dogtooth Call Me If You Get Lost: The Estate Sale                          | — | — | — | UK39 (3 Wo.)UK | US33 Gold · (4 Wo.)US | R&B11 (11 Wo.)R&B | Erstveröffentlichung: 27. März 2023                                                                        |
| 2024 | Noid Chromakopia                                                           | — | — | CH35 (1 Wo.)CH | UK16 (2 Wo.)UK | US10 Gold · (… Wo.)US | R&B2 (… Wo.)R&B | Erstveröffentlichung: 21. Oktober 2024 Verkäufe: + 540.000                                                 |
| Folgende Lieder erschienen nicht als Single, wurden aber durch das Album zum Download und Streaming bereitgestellt und konnten somit eine Platzierung erlangen: |                                                                            | | | | | | | |
| |                                                                            | | | | | | | |
| 2019 | I Think Igor                                                               | — | — | CH96 (1 Wo.)CH | UK30 Silber · (2 Wo.)UK | US51 Platin · (1 Wo.)US | R&B22 (2 Wo.)R&B | Charteinstieg: 26. Mai 2019 Verkäufe: 1.295.000                                                            |
| 2019 | Igor’s Theme Igor                                                          | — | — | — | UK41 (1 Wo.)UK | US67 Gold · (1 Wo.)US | R&B33 (1 Wo.)R&B | Charteinstieg: 30. Mai 2019 Verkäufe: 580.000                                                              |
| 2019 | Running Out of Time Igor                                                   | — | — | — | UK— SilberUK | US65 Platin · (1 Wo.)US | R&B32 (1 Wo.)R&B | Charteinstieg: 1. Juni 2019 Verkäufe: 1.255.000                                                            |
| 2019 | New Magic Wand Igor                                                        | — | — | — | UK— GoldUK | US70 ×2Doppelplatin · (1 Wo.)US | R&B34 (1 Wo.)R&B | Charteinstieg: 1. Juni 2019 Verkäufe: 2.560.000                                                            |
| 2019 | A Boy is a Gun Igor                                                        | — | — | — | — | US74 Platin · (1 Wo.)US | R&B36 (1 Wo.)R&B | Charteinstieg: 1. Juni 2019 Verkäufe: 1.055.000                                                            |
| 2019 | What’s Good Igor                                                           | — | — | — | — | US85 Gold · (1 Wo.)US | R&B41 (1 Wo.)R&B | Charteinstieg: 1. Juni 2019 Verkäufe: 500.000                                                              |
| 2019 | Puppet Igor                                                                | — | — | — | — | US88 Gold · (1 Wo.)US | R&B43 (1 Wo.)R&B | Charteinstieg: 1. Juni 2019 Verkäufe: 500.000                                                              |
| 2021 | WusYaName Call Me If You Get Lost                                          | — | — | — | UK25 Silber · (3 Wo.)UK | US14 ×2Doppelplatin · (7 Wo.)US | R&B6 (9 Wo.)R&B | Charteinstieg: 8. Juli 2021 Verkäufe: + 2.255.000 feat. YoungBoy Never Broke Again & Ty Dolla Sign         |
| 2021 | Corso Call Me If You Get Lost                                              | — | — | — | UK53 (1 Wo.)UK | US55 Gold · (1 Wo.)US | R&B22 (1 Wo.)R&B | Charteinstieg: 8. Juli 2021 Verkäufe: + 500.000                                                            |
| 2021 | Juggernaut Call Me If You Get Lost                                         | — | — | — | — | US40 Gold · (2 Wo.)US | R&B14 (2 Wo.)R&B | Charteinstieg: 10. Juli 2021 Verkäufe: + 500.000; feat. Lil Uzi Vert & Pharrell Williams                   |
| 2021 | Lemonhead Call Me If You Get Lost                                          | — | — | — | — | US42 Gold · (1 Wo.)US | R&B15 (2 Wo.)R&B | Charteinstieg: 10. Juli 2021 Verkäufe: + 500.000; feat. 42 Dugg                                            |
| 2021 | Hot Wind Blows Call Me If You Get Lost                                     | — | — | — | — | US48 Gold · (1 Wo.)US | R&B19 (1 Wo.)R&B | Charteinstieg: 10. Juli 2021 Verkäufe: + 500.000; feat. Lil Wayne                                          |
| 2021 | Sir Baudelaire Call Me If You Get Lost                                     | — | — | — | — | US55 (1 Wo.)US | R&B26 (1 Wo.)R&B | Charteinstieg: 10. Juli 2021 feat. DJ Drama                                                                |
| 2021 | Sweet / I Thought You Wanted to Dance Call Me If You Get Lost              | — | — | — | UK— SilberUK | US60 Platin · (1 Wo.)US | R&B27 (1 Wo.)R&B | Charteinstieg: 10. Juli 2021 Verkäufe: + 1.215.000; feat. Brent Faiyaz & Fana Hues                         |
| 2021 | Massa Call Me If You Get Lost                                              | — | — | — | — | US66 (1 Wo.)US | R&B31 (1 Wo.)R&B | Charteinstieg: 10. Juli 2021                                                                               |
| 2021 | RunItUp Call Me If You Get Lost                                            | — | — | — | — | US68 Gold · (1 Wo.)US | R&B32 (1 Wo.)R&B | Charteinstieg: 10. Juli 2021 Verkäufe: + 500.000; feat. Teezo Touchdown                                    |
| 2021 | Manifesto Call Me If You Get Lost                                          | — | — | — | — | US84 (1 Wo.)US | R&B36 (1 Wo.)R&B | Charteinstieg: 10. Juli 2021 feat. Domo Genesis                                                            |
| 2021 | Wilshire Call Me If You Get Lost                                           | — | — | — | — | US95 (1 Wo.)US | R&B41 (1 Wo.)R&B | Charteinstieg: 10. Juli 2021                                                                               |
| 2021 | Rise! Call Me If You Get Lost                                              | — | — | — | — | US99 (1 Wo.)US | R&B45 (1 Wo.)R&B | Charteinstieg: 10. Juli 2021 feat. Daisy World                                                             |
| 2023 | Sorry Not Sorry Call Me If You Get Lost: The Estate Sale                   | — | — | — | UK63 (1 Wo.)UK | US48 Gold · (2 Wo.)US | R&B16 (4 Wo.)R&B | Charteinstieg: 13. April 2023 Verkäufe: + 500.000                                                          |
| 2023 | Wharf Talk Call Me If You Get Lost: The Estate Sale                        | — | — | — | — | US89 (1 Wo.)US | R&B28 (1 Wo.)R&B | Charteinstieg: 15. April 2023 feat. ASAP Rocky                                                             |
| 2023 | Heaven To Me Call Me If You Get Lost: The Estate Sale                      | — | — | — | — | — | R&B37 (1 Wo.)R&B | Charteinstieg: 15. April 2023                                                                              |
| 2023 | What a Day Call Me If You Get Lost: The Estate Sale                        | — | — | — | — | — | R&B38 (1 Wo.)R&B | Charteinstieg: 15. April 2023                                                                              |
| 2023 | Stuntman Call Me If You Get Lost: The Estate Sale                          | — | — | — | — | — | R&B39 (1 Wo.)R&B | Charteinstieg: 15. April 2023 feat. Vince Staples                                                          |
| 2023 | Boyfriend, Girlfriend (2020 Demo) Call Me If You Get Lost: The Estate Sale | — | — | — | — | — | R&B43 (1 Wo.)R&B | Charteinstieg: 15. April 2023 feat. YG                                                                     |
| 2023 | See You Again Flower Boy                                                   | DE— bDE | — | CH98 (1 Wo.)CH | UK21 c ×2Doppelplatin · (8 Wo.)UK | US44 c ×6Sechsfachplatin · (20 Wo.)US | R&B12 c (20 Wo.)R&B | Radioauskopplung: 29. August 2017 Videoauskopplung: 8. August 2018 Verkäufe: + 8.520.000; feat. Kali Uchis |
| 2024 | St. Chroma Chromakopia                                                     | — | — | CH43 (2 Wo.)CH | UK15 (5 Wo.)UK | US7 Platin · (9 Wo.)US | R&B1 (… Wo.)R&B | Charteinstieg: 3. November 2024 Verkäufe: + 1.040.000; feat. Daniel Caesar                                 |
| 2024 | Rah Tah Tah Chromakopia                                                    | — | — | CH68 (1 Wo.)CH | — | US16 Gold · (4 Wo.)US | R&B5 (… Wo.)R&B | Charteinstieg: 3. November 2024 Verkäufe: + 540.000                                                        |
| 2024 | Darling, I Chromakopia                                                     | — | — | CH88 (1 Wo.)CH | UK24 (3 Wo.)UK | US15 Gold · (5 Wo.)US | R&B4 (… Wo.)R&B | Charteinstieg: 7. November 2024 Verkäufe: + 540.000; feat. Teezo Touchdown                                 |
| 2024 | Sticky Chromakopia                                                         | — | — | — | UK57 (10 Wo.)UK | US10 ×2Doppelplatin · (20 Wo.)US | R&B1 (… Wo.)R&B | Charteinstieg: 9. November 2024 Verkäufe: + 2.080.000; feat. GloRilla, Sexyy Red & Lil Wayne               |
| 2024 | Thought I Was Dead Chromakopia                                             | — | — | — | — | US32 Gold · (4 Wo.)US | R&B11 (… Wo.)R&B | Charteinstieg: 9. November 2024 Verkäufe: + 540.000; feat. Schoolboy Q & Santigold                         |
| 2024 | Hey Jane Chromakopia                                                       | — | — | — | — | US33 (2 Wo.)US | R&B12 (… Wo.)R&B | Charteinstieg: 9. November 2024                                                                            |
| 2024 | Judge Judy Chromakopia                                                     | — | — | — | — | US40 (3 Wo.)US | R&B15 (… Wo.)R&B | Charteinstieg: 9. November 2024                                                                            |
| 2024 | Take Your Mask Off Chromakopia                                             | — | — | — | — | US42 (3 Wo.)US | R&B16 (… Wo.)R&B | Charteinstieg: 9. November 2024                                                                            |
| 2024 | Like Him Chromakopia                                                       | — | — | — | UK30 Silber · (17 Wo.)UK | US29 ×2Doppelplatin · (28 Wo.)US | R&B8 (… Wo.)R&B | Charteinstieg: 9. November 2024 Verkäufe: + 2.300.000; feat. Lola Young                                    |
| 2024 | I Killed You Chromakopia                                                   | — | — | — | — | US46 (2 Wo.)US | R&B18 (… Wo.)R&B | Charteinstieg: 9. November 2024                                                                            |
| 2024 | Tomorrow Chromakopia                                                       | — | — | — | — | US53 (2 Wo.)US | R&B20 (… Wo.)R&B | Charteinstieg: 9. November 2024                                                                            |
| 2024 | Balloon Chromakopia                                                        | — | — | — | — | US56 Gold · (4 Wo.)US | R&B20 (… Wo.)R&B | Charteinstieg: 9. November 2024 Verkäufe: + 500.000; feat. Doechii                                         |
| 2024 | I Hope You Find Your Way Home Chromakopia                                  | — | — | — | — | US65 (2 Wo.)US | R&B26 (… Wo.)R&B | Charteinstieg: 9. November 2024                                                                            |
| 2025 | Big Poe Don’t Tap the Glass                                                | — | — | — | UK43 (1 Wo.)UK | US33 (2 Wo.)US | — | Charteinstieg: 25. Juli 2025 feat. Pharrell Williams & Sk8brd                                              |
| 2025 | Sugar on My Tongue Don’t Tap the Glass                                     | — | — | — | UK46 (… Wo.)UK | US41 (… Wo.)US | — | Charteinstieg: 25. Juli 2025                                                                               |
| 2025 | Sucka Free Don’t Tap the Glass                                             | — | — | — | UK58 (1 Wo.)UK | US48 (2 Wo.)US | — | Charteinstieg: 25. Juli 2025                                                                               |
| 2025 | Ring Ring Ring Don’t Tap the Glass                                         | — | — | — | UK62 (1 Wo.)UK | US44 (… Wo.)US | — | Charteinstieg: 26. Juli 2025                                                                               |
| 2025 | Stop Playing With Me Don’t Tap the Glass                                   | — | — | — | — | US51 (2 Wo.)US | — | Charteinstieg: 26. Juli 2025                                                                               |
| 2025 | Mommanem Don’t Tap the Glass                                               | — | — | — | — | US54 (2 Wo.)US | — | Charteinstieg: 26. Juli 2025                                                                               |
| 2025 | I’ll Take Care Of You Don’t Tap the Glass                                  | — | — | — | — | US55 (2 Wo.)US | — | Charteinstieg: 26. Juli 2025                                                                               |
| 2025 | Don’t Tap That Glass / Tweakin’ Don’t Tap the Glass                        | — | — | — | — | US56 (2 Wo.)US | — | Charteinstieg: 26. Juli 2025                                                                               |
| 2025 | Don’t You Worry Baby Don’t Tap the Glass                                   | — | — | — | — | US59 (2 Wo.)US | — | Charteinstieg: 26. Juli 2025 feat. Madison McFerrin                                                        |
| 2025 | Tell Me What It Is Don’t Tap the Glass                                     | — | — | — | — | US82 (1 Wo.)US | — | Charteinstieg: 26. Juli 2025                                                                               |

### Als Gastmusiker
| Jahr | Titel Album                               | Höchstplatzierung, Gesamtwochen, AuszeichnungChartplatzierungen (Jahr, Titel, Album, Platzierungen, Wochen, Auszeichnungen, Anmerkungen) | Höchstplatzierung, Gesamtwochen, AuszeichnungChartplatzierungen (Jahr, Titel, Album, Platzierungen, Wochen, Auszeichnungen, Anmerkungen) | Höchstplatzierung, Gesamtwochen, AuszeichnungChartplatzierungen (Jahr, Titel, Album, Platzierungen, Wochen, Auszeichnungen, Anmerkungen) | Höchstplatzierung, Gesamtwochen, AuszeichnungChartplatzierungen (Jahr, Titel, Album, Platzierungen, Wochen, Auszeichnungen, Anmerkungen) | Höchstplatzierung, Gesamtwochen, AuszeichnungChartplatzierungen (Jahr, Titel, Album, Platzierungen, Wochen, Auszeichnungen, Anmerkungen) | Höchstplatzierung, Gesamtwochen, AuszeichnungChartplatzierungen (Jahr, Titel, Album, Platzierungen, Wochen, Auszeichnungen, Anmerkungen) | Anmerkungen |
| Jahr | Titel Album                               | DE | AT | CH | UK | US | R&B | Anmerkungen |
| --- | ----------------------------------------- | --- | --- | --- | --- | --- | --- | --- |
| 2011 | Trouble on My Mind Still Ya Pusha         | — | — | — | — | — | — | Erstveröffentlichung: 12. Juli 2011 Pusha T feat. Tyler, the Creator                                                                     |
| 2011 | Martians vs. Goblins The R.E.D. Album     | — | — | — | — | US100 (1 Wo.)US | — | Erstveröffentlichung: 20. Dezember 2011 The Game feat. Lil Wayne & Tyler, the Creator                                                    |
| 2016 | Go (Gas) Genesis                          | — | — | — | — | — | — | Erstveröffentlichung: 18. März 2016 Domo Genesis feat. Wiz Khalifa, Juicy J und Tyler, the Creator                                       |
| 2016 | Telephone Calls Cozy Tapes Vol.1: Friends | — | — | — | — | US— GoldUS | — | Erstveröffentlichung: 28. Oktober 2016 Verkäufe: + 500.000; ASAP Mob feat. ASAP Rocky, Tyler, the Creator, Playboi Carti und Yung Gleesh |
| 2017 | Biking –                                  | — | — | — | UK— SilberUK | — | — | Erstveröffentlichung: 7. April 2017 Verkäufe: + 230.000; Frank Ocean feat. Jay-Z & Tyler, the Creator                                    |
| 2018 | After the Storm Isolation                 | — | — | — | UK— GoldUK | US— ×3DreifachplatinUS | — | Erstveröffentlichung: 12. Januar 2018 Verkäufe: + 3.630.000; Kali Uchis feat. Tyler, the Creator & Bootsy Collins                        |
| 2021 | Gravity Wasteland                         | — | — | — | UK— SilberUK | US71 ×2Doppelplatin · (2 Wo.)US | R&B19 (8 Wo.)R&B | Erstveröffentlichung: 29. Januar 2021 Verkäufe: + 2.215.000; Brent Faiyaz & DJ Dahi feat. Tyler, the Creator                             |
| 2022 | Open a Window Who Cares?                  | — | — | — | UK89 (1 Wo.)UK | — | — | Erstveröffentlichung: 9. März 2022 Rex Orange County feat. Tyler, the Creator                                                            |
| 2022 | Cash In Cash Out –                        | — | — | — | UK73 (1 Wo.)UK | US26 Platin · (7 Wo.)US | R&B5 (14 Wo.)R&B | Erstveröffentlichung: 10. Juni 2022 Verkäufe: + 1.000.000; Pharrell Williams feat. Tyler, the Creator & 21 Savage                        |
| Folgende Lieder erschienen nicht als Single, wurden aber durch das Album zum Download und Streaming bereitgestellt und konnten somit eine Platzierung erlangen: |                                           | | | | | | | |
| |                                           | | | | | | | |
| 2020 | T.D Lil Boat 3                            | — | — | — | — | US83 Gold · (1 Wo.)US | R&B34 (1 Wo.)R&B | Charteinstieg: 13. Juni 2020 Verkäufe: + 500.000; Lil Yachty & Tierra Whack feat. ASAP Rocky & Tyler, the Creator                        |
| 2022 | Here We Go … Again Dawn FM                | — | — | — | — | — | R&B19 (1 Wo.)R&B | Charteinstieg: 22. Januar 2022 The Weeknd feat. Tyler, the Creator                                                                       |
| 2022 | Come On, Let’s Go I Know Nigo!            | — | — | — | — | — | R&B35 (1 Wo.)R&B | Charteinstieg: 9. April 2022 Nigo feat. Tyler, the Creator                                                                               |
| 2025 | P.O.V. Let God Sort Em Out                | — | — | — | — | US65 (1 Wo.)US | — | Clipse feat. Tyler, the Creator |

## Promoveröffentlichungen
| Jahr | Titel Album | Anmerkungen                                                         |
| ---- | ----------- | ------------------------------------------------------------------- |
| 2013 | Whoa Doris  | Erstveröffentlichung: 2013 Earl Sweatshirt feat. Tyler, the Creator |

## Sonderveröffentlichungen
| Jahr | Titel Soundtrack                                | Anmerkungen                |
| ---- | ----------------------------------------------- | -------------------------- |
| 2018 | You’re a Mean One, Mr. Grinch The Grinch O.S.T. | Erstveröffentlichung: 2018 |

## Statistik

### Chartauswertung
|                     | DE    | AT    | CH    | UK    | US    | R&B     |
| ------------------- | ----- | ----- | ----- | ----- | ----- | ------- |
| Nummer-eins-Alben   | DE—DE | AT—AT | CH1CH | UK1UK | US4US | R&B7R&B |
| Top-10-Alben        | DE3DE | AT4AT | CH3CH | UK5UK | US8US | R&B8R&B |
| Alben in den Charts | DE7DE | AT5AT | CH5CH | UK8UK | US8US | R&B8R&B |

|                       | DE    | AT    | CH    | UK     | US     | R&B      |
| --------------------- | ----- | ----- | ----- | ------ | ------ | -------- |
| Nummer-eins-Singles   | DE—DE | AT—AT | CH—CH | UK—UK  | US—US  | R&B2R&B  |
| Top-10-Singles        | DE—DE | AT—AT | CH—CH | UK—UK  | US3US  | R&B9R&B  |
| Singles in den Charts | DE—DE | AT1AT | CH7CH | UK21UK | US56US | R&B54R&B |

### Auszeichnungen für Musikverkäufe
| Land/RegionAuszeichnungen für Musikverkäufe (Land/Region, Auszeichnungen, Verkäufe, Quellen) | Silber       | Gold       | Platin         | Verkäufe   | Quellen              |
| -------------------------------------------------------------------------------------------- | ------------ | ---------- | -------------- | ---------- | -------------------- |
| Australien (ARIA)                                                                            | —            | 3× Gold3   | 8× Platin8     | 665.000    | aria.com.au          |
| Belgien (BRMA)                                                                               | —            | Gold1      | —              | 20.000     | ultratop.be          |
| Brasilien (PMB)                                                                              | —            | —          | 2× Platin2     | 80.000     | pro-musicabr.org.br  |
| Dänemark (IFPI)                                                                              | —            | 4× Gold4   | 4× Platin4     | 330.000    | ifpi.dk              |
| Frankreich (SNEP)                                                                            | —            | 3× Gold3   | 2× Platin2     | 500.000    | snepmusique.com      |
| Griechenland (IFPI)                                                                          | —            | Gold1      | —              | 10.000     | Einzelnachweise      |
| Italien (FIMI)                                                                               | —            | 3× Gold3   | Platin1        | 175.000    | fimi.it              |
| Kanada (MC)                                                                                  | —            | 17× Gold17 | 18× Platin18   | 2.120.000  | musiccanada.com      |
| Mexiko (AMPROFON)                                                                            | —            | 2× Gold2   | 2× Platin2     | 180.000    | amprofon.com.mx      |
| Neuseeland (RMNZ)                                                                            | —            | 12× Gold12 | 24× Platin24   | 800.000    | radioscope.co.nz NZ2 |
| Norwegen (IFPI)                                                                              | —            | 3× Gold3   | 3× Platin3     | 130.000    | ifpi.no              |
| Polen (ZPAV)                                                                                 | —            | 3× Gold3   | 6× Platin6     | 270.000    | olis.pl              |
| Portugal (AFP)                                                                               | —            | Gold1      | 5× Platin5     | 53.500     | Einzelnachweise      |
| Schweden (IFPI)                                                                              | —            | 2× Gold2   | Platin1        | 135.000    | sverigetopplistan.se |
| Spanien (Promusicae)                                                                         | —            | Gold1      | Platin1        | 90.000     | elportaldemusica.es  |
| Vereinigte Staaten (RIAA)                                                                    | —            | 31× Gold31 | 58× Platin58   | 73.000.000 | riaa.com             |
| Vereinigtes Königreich (BPI)                                                                 | 14× Silber14 | 8× Gold8   | 4× Platin4     | 7.120.000  | bpi.co.uk            |
| Insgesamt                                                                                    | 14× Silber14 | 95× Gold95 | 139× Platin139 |            |                      |